# Ібн Рашик
Абу Мухаммад Абд ар-Рахман ібн Рашик аль-Кушайрі (араб. أبو محمد عبد الرحمن بن رشيق القشيري; д/н — після 1091) — емір Мурсійської тайфи в 1081—1088 роках.

## Життєпис
Перебував на службі в севільських емірів. Вперше Ібн Рашик згадується, коли він вже був валі і амілом (військовим намісником) фортеці Білч. У 1078 році спільно з візиром Ібн Аммаром захопив Мурсійську тайфу. 1079 року під час заколоту Ібн Аммара перейшов на бік севільського еміра аль-Мутаміда, чим сприяв поразці Ібн Аммара. На дяку Ібн Рашика було призначено валі Мурсії.
У 1081 році, скориставшись складнощами аль-Мутаміда, оголосив себе незалежним еміром. Згодом уклав союз із королівством Кастилії проти Севільської тайфи. Не надав підтримки Альморавідам, що вдерлися на Піренейський півострів. Втім після поразки кастильського війська у 1086 році мусив визнати зверхність севільського еміра Аль-Мутаміда.
У 1088 році допоміг кастильцям захопити важливу фортецю Аледо. Це спричинило новий наступ Альморавідів, які домовилися з аль-Мутамідом про передачу їм Мурсії. Незважаючи на дипломатичну та військову діяльність Ібн Рашик не зміг нічого протидіяти Альморавідам, які його повалили та відправили до Севільї. У 1091 році після захоплення останньої Альморавідами, Ібн Рашика визволили з в'язниці. Подальша доля невідома.